# Oscar za najbolji kratkometražni dokumentarni film
Oscar za najbolji kratkometražni dokumentarni film (eng. Academy Award for Best Documentary, Short Subject) je nagrada Akademije filmskih znanosti i umjetnosti (AMPAS) za kratke dokumentarne filmove čije trajanje, uključujući odjavnu špicu, nije dulje od 40 minuta. Za dulje dokumentarne filmove dodjeljuje se Oscar za najbolji dokumentarni film. Osim duljine trajanja, ne postoji druga razlika između definicija dugometražnog i kratkometražnog dokumentarnog filma. Teme obuhvaćaju kulturu, povijest, društvo, ekonomiju, znanost, umjetnost i drugo. Radnja mora biti utemeljena na činjenicama, a dopušteno je koristiti iste metode kao i kod dugometražnog dokumentarnog filma (rekonstrukcija, fotografije, arhivske snimke, animacija i drugo). Svake godine Akademija propisuje posebna pravila i kriterije za svaku kategoriju, različito za dugometražne i kratkometražne dokumentarne filmove.
Prvi Oscar za kratkometražni dokumentarni film dodijeljen je na 14. dodjeli Oscara, 1942. godine. Na 15. dodjeli Oscara, 1943., postojala je samo jedna kategorija za sve dokumentarne filmove, a od 16. dodjele (1944.) postoje dvije odvojene kategorije: Oscar za najbolji dokumentarni film i Oscar za najbolji kratkometražni dokumentarni film.